# قراقيش

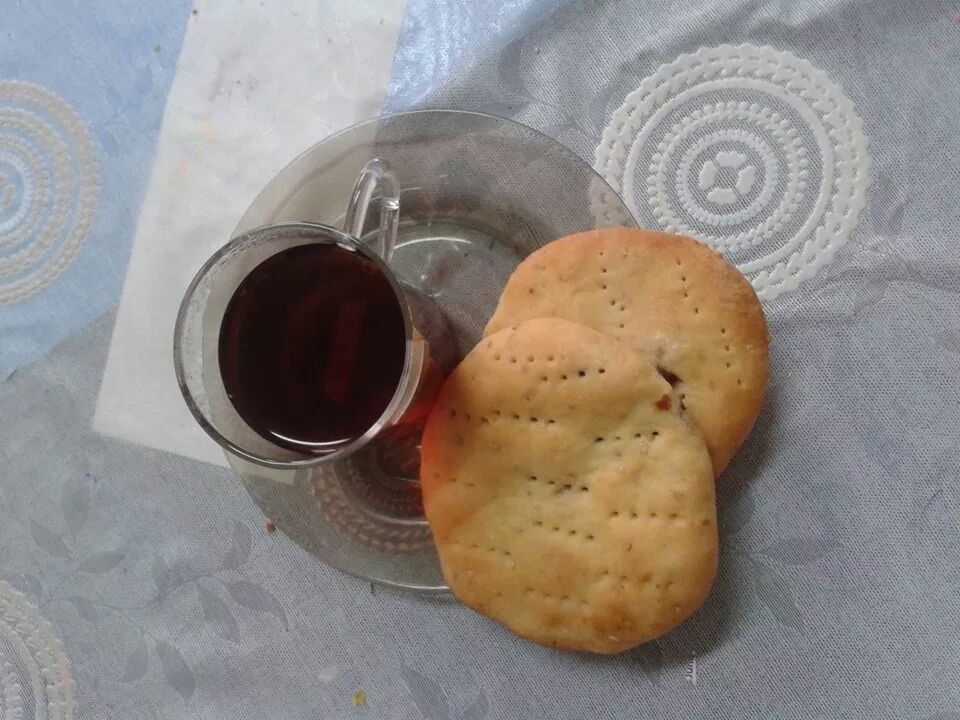
كعك(بالمصري:كحك) قراقيش على الطريقة المصرية، يقدم مع الشاي الأحمر

حلوى القراقيش (مفردها:قرقوشة) هي نوع من الحلويات التي تُحَضَّر غالباً في المطبخ الفلسطيني، والمطبخ المصري. تُحَضَّر من الطحين، اليانسون الحب، السمسم، الخميرة، بيكاربونات الصودا والزيت أو الزبدة، وفي مصر تحشى بالتمر وتنقش بالمنقاش،
تحتوي كل حصة (150غ تقريباً) على 300 سعرة حرارية و18غ من الدهون معظمها دهون غير مشبعة والتي تحتوي على منافع صحية عديدة على صعيد التهاب المفاصل، الربو، مرض كرون وغيره من الأمراض والمشاكل الصحية.